# Huelga general en Guayana Francesa de 2017
La huelga general en Guayana Francesa de 2017 se refiere al paro que se realizó en el departamento de ultramar francés de Guayana Francesa. La huelga comenzó el 27 de marzo de 2017 como respuesta por parte de la población civil ante los elevados índices de pobreza y desigualdad, representados en la alta criminalidad, la escasez de alimento y el creciente desempleo, entre otros. Todo esto a solo un mes de las elecciones presidenciales de Francia de 2017. El 21 de abril del mismo año el gobierno de François Hollande y los manifestantes francoguayaneses lograron llegar a un acuerdo poniendo fin a la huelga general y devolviendo todo a la calma.

## Antecedentes
Guayana Francesa es el departamento más violento de Francia sin una política clara de desarrollo en todos los sentidos y dependiendo en su mayoría de productos perecibles europeos y brasileños a pesar de contar con un inmenso territorio, la constante corrupción y la pobre presencia del estado provocó la aparición de grupo políticos que reclaman una mayor autonomía para poder manejar la crisis de refugiados procedentes de Haití y Brasil por ser la puerta de la eurozona en Sudamérica y la inmigración desproporcionada de latinoamericanos pidiendo la nacionalidad francesa para poder —al igual que los refugiados— ser reconocidos como ciudadanos europeos e irse a Europa, algunos de estos partidos son el Partido Socialista Guayanés o el Walwari, y otros de tendencia independentista como el Movimiento de Descolonización y Emancipación Social. Todos ellos reclaman una mayor participación en la política francesa.
La coalición política guayafrancesa 500 hermanos (formado por ciudadanos de varios ámbitos) comenzaron con pequeños desmanes para evitar el pase por caminos y carreteras en la zona rural de la región afectando a varios empresarios locales, la población rural se comenzó a unir al movimiento.

## Huelga general
La huelga comenzó con la toma de Cayena, donde se produjeron disturbios violentos en contra de las autoridades gubernamentales. Los manifestantes bloquearon las principales vías de acceso de la ciudad, el puerto espacial de Kourou, el aeropuerto de Cayenne-Rochambeau y amenazaron con cerrar las fronteras. Las manifestaciones obligaron a la empresa espacial Arianespace a aplazar un lanzamiento programado para el 28 de marzo de 2017.

Es difícil organizarse, no hay gasolina. Las estaciones de servicio solo están abiertas para las fuerzas del orden y las ambulancias. Es como si estuviésemos secuestrados.
Ciudadano de Cayena

### Respuesta del gobierno
El presidente francés, François Hollande, aludiendo a la huelga expresó lo siguiente: «La prioridad es combatir la inseguridad»; el Gobierno francés calificó la huelga de «seria» y expresó su intención de enviar a un ministro para dialogar con los manifestantes.

### Plan Guayana
El 21 de abril de 2017 el gobierno central logró llegar a un acuerdo con los colectivos manifestantes del departamento, oficialmente llamado Plan Guayana.

## Reacciones

### Nacionales
- — El candidato presidencial de En Marcha Emmanuel Macron dijo que creará para el departamento de ultramar una verdadera política de económica y seguridad, Macron también confundió al departamento con una isla,[9] al día siguiente pidió disculpa por el error.[10]
- — La candidata presidencial del Frente Nacional Marine Le Pen acusó a la inmigración masiva y la inseguridad que genera de ser la causante de la situación actual en el departamento de ultramar.[11]

### Internacionales
- — El Gobierno estadounidense expresó a sus ciudadanos que es recomendable no viajar a Guayana Francesa.